# Museo de Memoria de Colombia
El Museo de Memoria de Colombia será un museo ubicado en Bogotá, la capital de Colombia. El museo comenzó su obra en 2020, será operado y administrado por el Centro Nacional de Memoria Histórica, acorde con la Ley 1448 de 2011.
La obra se encuentra abandonada desde 2023 por irregularidades en su construcción y es considerada como un elefante blanco.

## Propósito
EL Museo de Memoria de Colombia ha existido de forma itinerante y ha sido una propuesta de las víctimas de la violencia en Colombia para la memoria y reparación, como parte de la cultura del recuerdo nacional. Solo en 2011 se definió su construcción física, la cual tendrá 14.139 metros cuadrados, cinco salas de exposición y más áreas comunes como una ludoteca.

## Ubicación
El museo se encuentra en construcción sobre la Avenida de las Américas, cerca al cruce subterráneo de la Avenida Eldorado, a pocos pasos del Centro Administrativo Distrital, la Clínica Mederi y la sede del Concejo de Bogotá. Al mismo se podrá acceder mediante transporte público o la estación de TransMilenio Concejo de Bogotá.

## Construcción

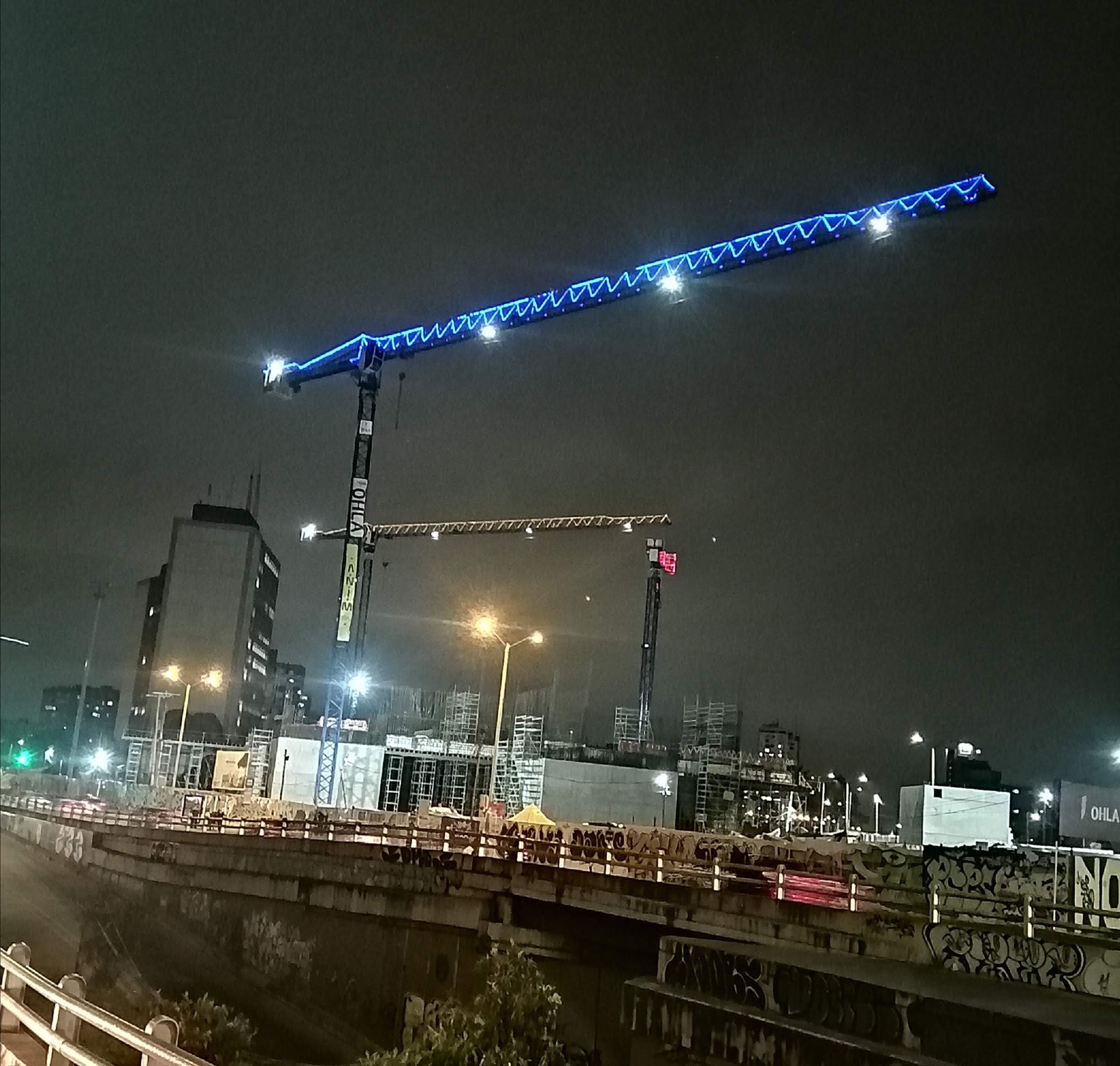
Obras del Museo de Memoria en 2022.

El predio donde se construye el museo fue donado por la Alcaldía Mayor de Bogotá, siendo la empresa española Obrascon Huarte Lain (OHL) S.A. es la encargada de la obra, cuyo costo asciende a 64.281 millones de pesos. La construcción comenzó en abril de 2020 y se espera su inauguración y apertura al público en 2022. Sin embargo, la obra ha sido objeto de críticas por riesgo de inestabilidad,lo cual fue corroborado tras el fin del contrato con OHL S.A.
Desde el segundo semestre de 2023, la obra se encuentra en abandono,por lo que la edificación se encuentra en riesgo y se considera como un elefante blanco. Al respecto, la Contraloría General de la República publicó el 11 de enero de 2024 el resultado de la auditoría de cumplimiento a la gestión fiscal para la construcción del Museo de Memoria de Colombia con tres hallazgos con presunta incidencia fiscal por $12.998 millones de pesos.